# حلزون غاری شفاف
حلزون غاری شفاف (نام علمی: Zospeum tholussum) نام یک گونه از رده شکم‌پایان است. این حیوان یک گونه بسیار کوچک با طول ۲ میلی‌متر با لاکی نرم و شفاف به اندازه ۱ میلی‌متر می‌باشد. حلزون غاری شفاف در عمق ۷۴۳ تا ۱٬۳۹۲ متری غار لوکینا جاوا تروجاما در سال ۲۰۱۳ میلادی در کشور کرواسی کشف گردیده است.